# 紀元前690年
紀元前690年（きげんぜん690ねん）は、西暦（ローマ暦）による年。紀元前1世紀の共和政ローマ末期以降の古代ローマにおいては、ローマ建国紀元64年として知られていた。紀年法として西暦（キリスト紀元）がヨーロッパで広く普及した中世時代初期以降、この年は紀元前690年と表記されるのが一般的となった。

## 他の紀年法
- 干支 : 辛卯
- 中国
  - 周 - 荘王7年
  - 魯 - 荘公4年
  - 斉 - 襄公8年
  - 晋 - 晋侯緡17年
  - 秦 - 武公8年
  - 楚 - 武王51年
  - 宋 - 湣公2年
  - 衛 - 黔牟7年
  - 陳 - 宣公3年
  - 蔡 - 哀侯5年
  - 曹 - 荘公12年
  - 鄭 - 子嬰4年
  - 燕 - 荘公元年
- 朝鮮
  - 檀紀1644年
- ユダヤ暦 : 3071年 - 3072年

## できごと

### 中国
- 斉の襄公・陳の宣公・鄭の子嬰が垂で会合した。
- 紀侯は斉に服属せず、国を弟の紀季に譲った。

## 死去
- 楚の武王